# Heinz Keßler
Heinz Kessler (Lauban, 26 januari 1920 – Berlijn, 2 mei 2017) was een Oost-Duitse generaal en  minister van Defensie van de vroegere DDR.

## Levensloop
In de Tweede Wereldoorlog was Heinz Kessler soldaat in de Wehrmacht en werd hij vanaf 22 juni 1941 ingezet in Operatie Barbarossa. Op 15 juli 1941, nog geen maand na de Duitse inval in de Sovjet-Unie, liep hij over naar het Rode Leger. In de Sovjet-Unie kwam Kessler in contact met Walter Ulbricht en volgde een antifascistische opleiding in Gorki. Vanaf 1943 maakte Kessler deel uit van het Nationalkomitee Freies Deutschland, een door de KPD bestuurde beweging van krijgsgevangen Duitse oostfrontmilitairen.
Als soldaat in het Rode Leger nam Heinz Kessler in april–mei 1945 deel aan de gevechten in de Slag om Berlijn. Na zijn terugkeer in zijn vaderland werd Kessler lid van de KPD en toen deze partij opging in de Sozialistische Einheitspartei Deutschlands (SED) van de SED. In 1946 was Kessler mede-oprichter van de Freie Deutsche Jugend. In hetzelfde jaar werd hij lid van het Centrale Comité van de SED.
Van 1956 tot 1967 was Kessler bevelhebber van de Luftstreitkräfte der NVA (de luchtmacht) en plaatsvervangend minister van Defensie, onder Defensieminister Heinz Hoffmann. Van 1985 tot 1989 bekleedde Kessler zelf dit ministerschap. In 1986 werd hij lid van het Politbureau van het Centraal Comité van de SED.

### Schiessbefehl
Na de val van de Berlijnse Muur werd Kessler vervolgd voor zijn aandeel in de verantwoordelijkheid voor het Schiessbefehl, het bevel aan Oost-Duitse Vopo-grenswachten om gericht met scherp te schieten op mensen die illegaal de grens van de DDR overstaken tijdens een vluchtpoging naar de Bondsrepubliek. Dit Schietbevel kostte honderden mensen het leven. Kessler werd in 1993 tot een gevangenisstraf van 7,5 jaar veroordeeld. In het voorjaar van 1998 werd hij vervroegd vrijgelaten. Heinz Kessler is communist gebleven en was lid van de heropgerichte KPD.

## Onderscheidingen
Heinz Kessler werd door de DDR-regering en de bondgenoten in het Warschaupact vele malen onderscheiden:
- Held van de Duitse Democratische Republiek
- Karl Marx-orde
- Vaderlandse Orde van Verdienste in zilver en goud met de eregesp
- Scharnhorst-orde, driemaal
- Strijdorde voor Verdienste voor Volk en Vaderland
- Militaire Orde van Verdienste van de Duitse Democratische Republiek
- Banier van de Arbeid[1]

- Bibsys: 90538373
- Gemeinsame Normdatei: 119196719
- International Standard Name Identifier: 0000 0000 7861 4476
- Library of Congress Control Number: n90631639
- MusicBrainz: f019f035-c6f7-4f43-9cf0-2e5e70cb5241
- Nationale Bibliotheek van Israël: 987007458669205171
- Système universitaire de documentation: 056853076
- Virtual International Authority File: 93381287
- WorldCat: E39PBJvxq4KqjPbGg66RpjQg8C